# Silesia Marathon
Silesia Marathon – bieg uliczny na dystansie 42 km 195 m wiodący ulicami miast Konurbacji górnosląskiej.
Silesia Marathon to jedyny w Polsce i Europie bieg maratoński prowadzony ulicami czterech miast: Katowic, Mysłowic, Siemianowic Śląskich i Chorzowa. To największa impreza biegowa na Śląsku i jednocześnie jeden z największych maratonów w Polsce. Pomysłodawcą biegu i prowadzącym imprezę jest Bohdan Witwicki – biegacz, promotor aktywności fizycznej i sportu, prezes Fundacji Silesia Marathon.

## Organizatorzy
Bieg należy do stowarzyszenia (AIMS) (Międzynarodowe Stowarzyszenie Maratonów i Biegów Ulicznych), a trasa Silesia Marathon posiada międzynarodowy atest.
Od pierwszej edycji zawody rozgrywane są pod honorowym patronatem Ministerstwa Sportu i Turystyki.
Patronat honorowy nad imprezą objęli również:
- AIMS[5]
- Polski Związek Lekkiej Atletyki
- Prezydent Miasta Katowice
- Prezydent Miasta Mysłowice
- Prezydent Miasta Siemianowice Śląskie

W 2017 roku bieg uzyskał 2. miejsce w prestiżowym rankingu "Złote biegi" w kategorii "maratony duże". Doceniono wyjątkowy klimat zawodów i profesjonalne działania organizatorskie.
Hasłem maratonu jest: Twój bieg. Twoje zwycięstwo.
Organizatorem Silesia Marathon jest Fundacja Silesia Marathon.
Silesia Marathon to nie tylko bieg główny, ale i liczne biegi towarzyszące. Od 2009 roku w ramach zawodów organizowany jest również bieg na dystansie półmaratonu - Silesia Półmaraton (łącznie 20 edycji). W 2019 roku do maratonu dołączył również ultramaraton na dystansie 50 kilometrów - Silesia Ultramarathon. W ramach wydarzenia organizowane są masowe biegi dla dzieci i młodzieży, bieg rodzinny Mini Silesia Marathon
Rekord trasy maratonu należy do Kenijczyka Laban Cheruiyot i wynosi 2:16:32.

## Historia
Pierwszy Silesia Marathon wystartował 3 maja 2009 roku spod bram Stadionu Śląskiego w Chorzowie (Stadion Narodowy). Metę maratonu usytuowano wtedy przed katowickim „Spodkiem”. Honorowym starterem pierwszego maratonu ulicznego na Śląsku był prof. Jerzy Buzek.
W 2010 roku bieg został ograniczony do jednego miasta i zawody rozegrano wyłącznie na ulicach Katowic.
W 2011 roku udało się zorganizować maraton na trasie już trzech miast: z Chorzowa przez Siemianowice Śląskie do Katowic. W kolejnych latach trasa biegu prowadziła w odwrotnym kierunku, z metą w Parku Śląskim w Chorzowie.
Od 2014 do 2016 roku start i meta biegu maratońskiego usytuowane były w jednym miejscu. Trasa prowadziła z Katowic przez Siemianowice Śląskie, Mysłowice i z powrotem do centrum Katowic.
W 2017 roku metą biegu był Stadion Śląski. 1 października 2017 Silesia Marathon był pierwszym wydarzeniem sportowym na oddanym po modernizacji Stadionie Śląskim, a maratończyków dopingowała rekordowa publiczność – stadion w dniu zawodów odwiedziło ponad 100 000 osób.
Od 2015 roku bieg pozyskał sponsora tytularnego (PKO Bank Polski), a zawody rozgrywane były pod nazwą PKO Silesia Marathon przez kolejne cztery lata.
Rok 2018 okazał się wyjątkowy, bo jubileuszowy. 10 lat wspaniałych biegowych emocji oraz kolejny wzrost frekwencji biegaczy po raz kolejny pozwolił świętować na największym obiekcie lekkoatletycznym Europy.
Od 2019 roku głównym partnerem wydarzenia zostało Województwo Śląskie.
W 2020 roku 12. edycja Silesia Marathon była największym wydarzeniem biegowym w Polsce.
Bieg maratoński ma wielu stałych uczestników, w tym również 4 krotnych zwycięzców - Andrzej Rogiewicz (2018 oraz 2020-2022) a wśród kobiet Patrycja Włodarczyk (2014-15 oraz 2017-18).  Paweł Kosek jest jedynym biegaczem który wygrał wszystkie trzy dystanse wydarzenia - maraton, półmaraton oraz bieg ultra.

## Zwycięzcy Silesia Marathon
| Edycja | Data                | Mężczyźni                     | Czas    | Kobiety                      | Czas    |
| ------ | ------------------- | ----------------------------- | ------- | ---------------------------- | ------- |
| XVI    | 6 października 2024 | Laban Cheruiyot (KEN)         | 2:16:32 | Aleksandra Tarnowska (POL)   | 2:45:08 |
| XV     | 1 października 2023 | Paweł Kosek (POL)             | 2:29:06 | Aleksandra Tarnowska (POL)   | 2:52:07 |
| XIV    | 2 października 2022 | Andrzej Rogiewicz (POL)       | 2:20:27 | Anna Bodnar (POL)            | 2:57:21 |
| XIII   | 3 października 2021 | Andrzej Rogiewicz (POL)       | 2:19:07 | Iryna Masnyk (UKR)           | 2:59:00 |
| XII    | 4 października 2020 | Andrzej Rogiewicz (POL)       | 2:27:15 | Katarzyna Golba (POL)        | 2:52:06 |
| XI     | 6 października 2019 | Kipmoletich Evams Tamui (KEN) | 2:21:37 | Gladys Biwott Tepkurui (KEN) | 2:45:55 |
| X      | 7 października 2018 | Andrzej Rogiewicz (POL)       | 2:26:40 | Patrycja Włodarczyk (POL)    | 3:00:36 |
| IX     | 1 października 2017 | Damian Pieterczyk (POL)       | 2:23:36 | Partycja Włodarczyk (POL)    | 2:49:02 |
| VIII   | 2 października 2016 | Joel Maina Mwangi (KEN)       | 2:24:51 | Betty Chepleting (KEN)       | 2:52:12 |
| VII    | 4 października 2015 | Taras Salo (UKR)              | 2:33:09 | Patrycja Włodarczyk (POL)    | 2:54:36 |
| VI     | 5 października 2014 | Rafał Czarnecki (POL)         | 2:35:48 | Patrycja Włodarczyk (POL)    | 2:57:58 |
| V      | 12 maja 2013(dts)   | Jakub Glajcar (POL)           | 2:35:35 | Ewa Kalarus (POL)            | 2:57:24 |
| IV     | 3 maja 2012(dts)    | Grzegorz Czyż (POL)           | 2:42:04 | Ewa Kalarus (POL)            | 2:59:48 |
| III    | 3 maja 2011(dts)    | Przemysław Rojewski (POL)     | 2:26:37 | Nataliya Hryhorieva (BLR)    | 2:59:48 |
| II     | 3 maja 2010(dts)    | Yury Kaptserau (BLR)          | 2:35:01 | Volha Kaminskaya (BLR)       | 2:51:40 |
| I      | 3 maja 2009(dts)    | Oleksy Medentsov (UKR)        | 2:25:48 | Volha Yudziankova (BLR)      | 2:55:38 |

## Udział
| Rok  | Frekwencja na mecie Silesia Maraton | Frekwencja na mecie Silesia Półmaraton | Frekwencja na mecie Silesia Ultramaraton | Biegi towarzyszące | Zawodnicy na mecie ogółem |
| ---- | ----------------------------------- | -------------------------------------- | ---------------------------------------- | ------------------ | ------------------------- |
| 2024 | 1849                                | 2955                                   | 250                                      | -                  | 5054                      |
| 2023 | 1621                                | 3052                                   | 160                                      | -                  | 4833                      |
| 2022 | 1507                                | 2486                                   | 161                                      | -                  | 4154                      |
| 2021 | 2161                                | 2685                                   | 289                                      | 1561               | 6696                      |
| 2020 | 1213                                | 1690                                   | 194                                      | -                  | 3097                      |
| 2019 | 1679                                | 2808                                   | 211                                      | 1248               | 5945                      |
| 2018 | 2092                                | 3008                                   | -                                        | 1446               | 6546                      |
| 2017 | 1810                                | 2895                                   | -                                        | 1383               | 6088                      |
| 2016 | 1451                                | 1750                                   | -                                        | 1446               | 4647                      |
| 2015 | 1176                                | 1134                                   | -                                        | 1307               | 3617                      |
| 2014 | 1198                                | 748                                    | -                                        | 879                | 2825                      |
| 2013 | 832                                 | 725                                    | -                                        | -                  | 1557                      |
| 2012 | 731                                 | 396                                    | -                                        | -                  | 1127                      |
| 2011 | 695                                 | 400                                    | -                                        | 42                 | 1137                      |
| 2010 | 550                                 | 374                                    | -                                        | 165                | 1086                      |
| 2009 | 648                                 | 345                                    | -                                        | 106                | 1099                      |